# Fåborg (Varde Kommune)
 Denne artikel omhandler byen Fåborg (Varde Kommune). Der er også andre byer med dette navn, se Faaborg.
Fåborg er en landsby i Sydvestjylland med 296 indbyggere  (2024). Fåborg er beliggende fire kilometer vest for Agerbæk, fem kilometer øst for Årre, 22 kilometer sydøst for Varde og 26 kilometer nordøst for Esbjerg. Byen tilhører Varde Kommune og er beliggende i Region Syddanmark.
Den hører til Fåborg Sogn, og Fåborg Kirke samt Fåborg Kro ligger i landsbyen.